# Liogenys morio
Liogenys morio är en skalbaggsart som beskrevs av Hermann Burmeister 1855. Liogenys morio ingår i släktet Liogenys och familjen Melolonthidae. Inga underarter finns listade i Catalogue of Life.